# نيكولاي ايفانوف
نيكولاي ايفانوف (14 يونيو 1972 في بلغاريا - ) (بالبلغارية: Николай Иванов)‏ هو لاعب كرة طائرة بلغاريا في مركز ممرر ‏. شارك في الألعاب الأولمبية الصيفية 1996. ولعب مع VC CSKA Sofia ‏.

## وصلات خارجية
- نيكولاي ايفانوف على موقع أوليمبيديا (الإنجليزية)